# Hypolimnas tydea
Hypolimnas tydea är en fjärilsart som beskrevs av Felder 1867. Hypolimnas tydea ingår i släktet Hypolimnas och familjen praktfjärilar. Inga underarter finns listade i Catalogue of Life.